# سامانه موشکی بوک

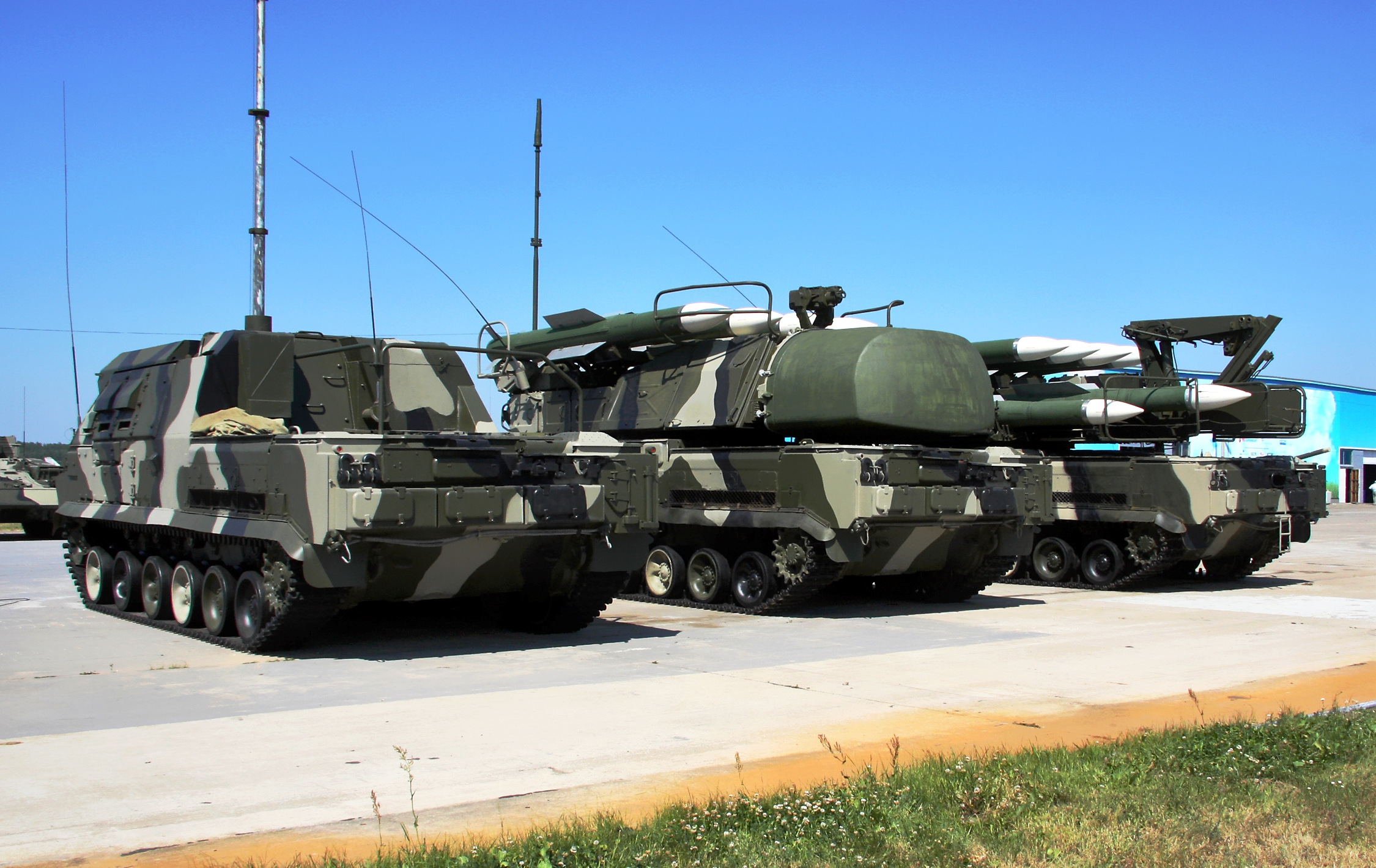
سامانه دفاع هوایی بوک-ام۱-۲ در سال ۲۰۱۰

سامانه موشکی بوک (روسی: "Бук" به معنی درخت راش) خانواده‌ای از سامانه های ضدهوایی خودکششی میان‌برد است که توسط اتحاد جماهیر شوروی و کشور جانشین آن یعنی فدراسیون روسیه ساخته شده و مأموریت آن درگیری با موشک‌های کروز، بمب‌های هوشمند، هواپیمای با بال ثابت و بال متحرک و پرنده‌های بدون سرنشین (پهپادها) است.

این سامانه برای موشک ۲کا۱۲ کیوب (سام-۶) تولید شده و از هنگام شروع به خدمت به طور مداوم بهینه‌سازی شده و ارتقا یافته است. اولین مدل‌های این سیستم با نام آمریکایی سام-۱۱ و نام ناتو گادفلای شناخته می‌شدند و سامانه‌های بوک-ام۱-۲ و بوک-ام ۲ دارای موشک‌های جدید در ناتو با نام گریزلی (Grizzly) و در وزارت دفاع آمریکا با نام سام-۱۷ شناخته می‌شوند. برنامه‌هایی نیز برای تحویل بوک-ام۳ به نیروهای مسلح روسیه در سال ۲۰۱۶ وجود دارد.